# Gnathodentex aureolineatus
Gnathodentex aureolineatus - gatunek ryby z rodziny letrowatych, jedyny przedstawiciel rodzaju Gnathodentex Bleeker, 1873. Poławiana jako ryba konsumpcyjna.

## Występowanie
Ciepłe wody Oceanu Indyjskiego i Spokojnego, rafy koralowe na głębokościach od 3–30 m p.p.m.

## Opis
Osiąga do 30 cm długości.